# Erasmus-program
Az Erasmus-program (angolul: European Community Action Scheme for the Mobility of University Students), az Európai Felsőoktatási Térség területén tanuló egyetemi, főiskolai hallgatóknak más országok felsőoktatási társintézményekben való tanulmányait segítő program. 
Az Erasmus az Európai Bizottság egyik legsikeresebb és legismertebb programja, mely mostanáig több mint 2,5 millió egyetemi hallgató mobilitását segítette elő Európában.

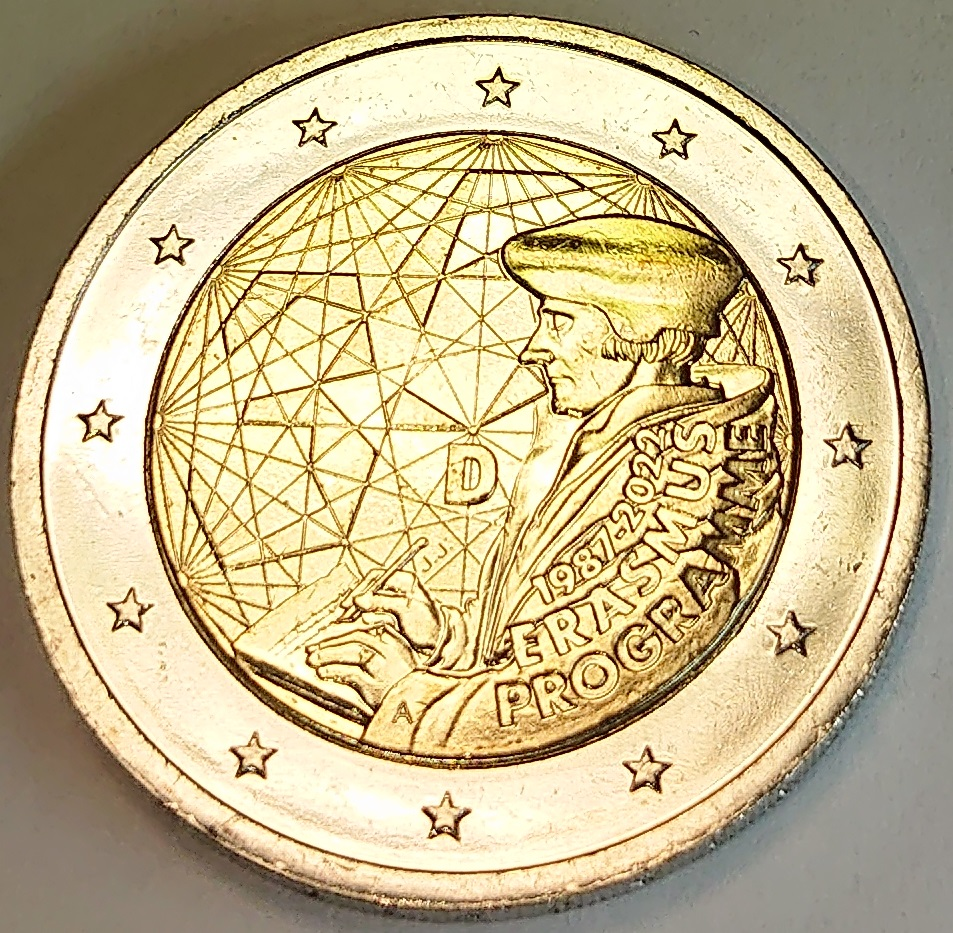
Kéteurós emlékérme az Erasmus-program 35. évfordulójára

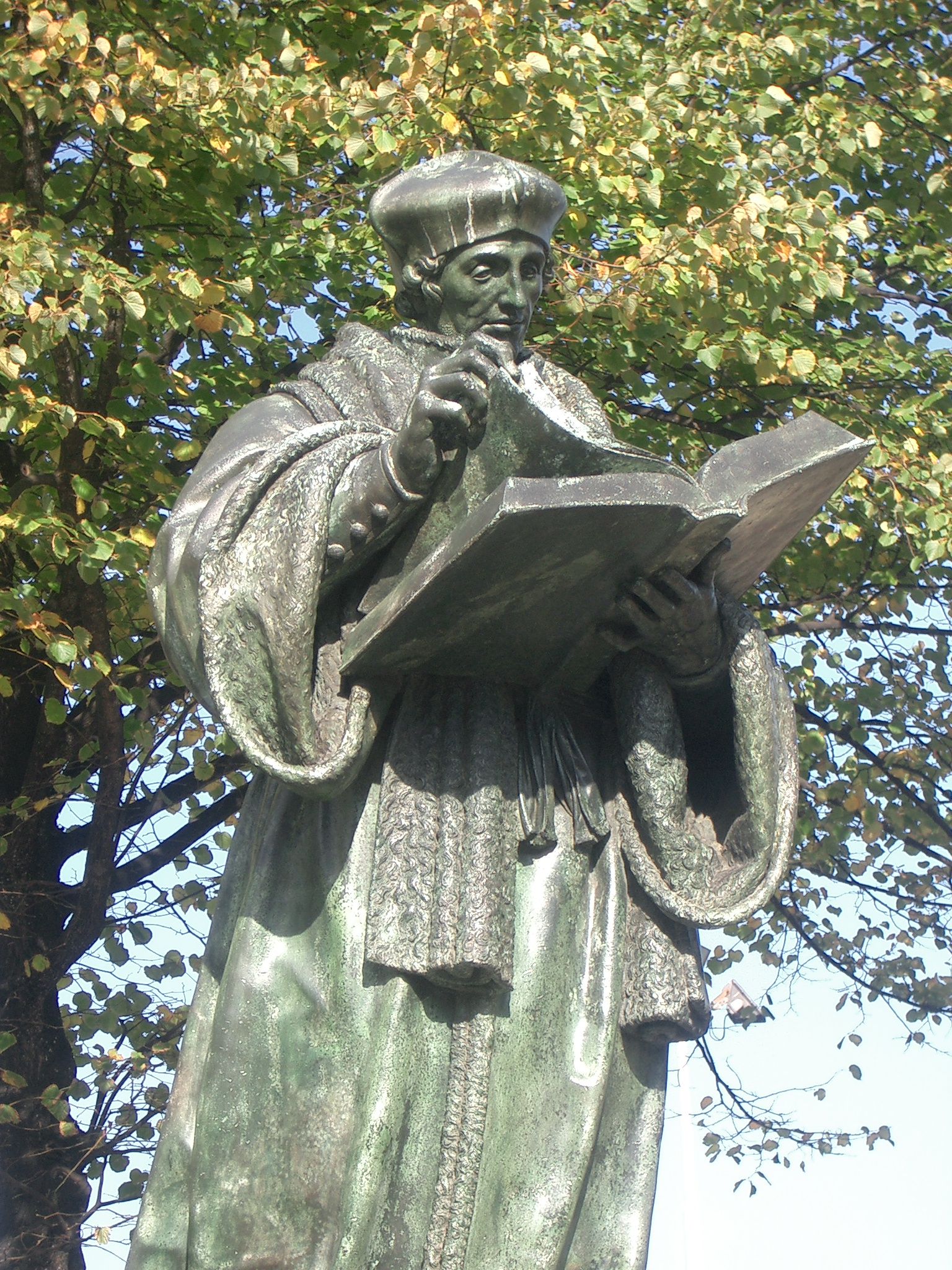
A program „névadójának”, Rotterdami Erasmusnak (1466-1536) szobra Rotterdamban

## Leírása
1987-ben indult az Erasmus programja, amely az felsőoktatás fejlesztését, az Európán belüli nemzetközi mobilitást támogatja. 2007–2013 között az Erasmus-program az EU Life Long Learning (Egész életen át tartó tanulás) programja keretében működött. A program eredeti angol neve: European Community Action Scheme for the Mobility of University Students, azaz „Európai Közösségek akcióterve az egyetemi hallgatók mobilitásának előmozdítására”, angol nevének rövidítése az „ERASMUS” betűszó. Az alprogram a felsőoktatási intézmények fejlesztési törekvéseit segíti. Biztosítja a hallgatók európai mobilitását, tapasztalatszerzését vagy szakmai gyakorlatát egy másik tagország felsőoktatási intézményében.
Az európai akcióterv hosszú, hivatalos elnevezését a mindennapi gyakorlatban az ERASMUS mozaikszóra rövidítve használják, ez egybeesik Rotterdami Erasmus (latinosan: Desiderius Erasmus Roterodamus, 1466–1536) németalföldi humanista tudós nevével. A program alkotói és részesei szívesen vállalják ezt az egybeesést. 
Az Erasmus-státusz megillet minden hallgatót, aki megfelel az Erasmus-program által támasztott feltételeknek, és akit intézménye kiválaszt arra, hogy egy külföldi partnerintézményben Erasmus-tanulmányokat folytasson. Az Erasmus-ösztöndíj havi minimális összege Magyarországon 200 euró. Maximális összege országonként változik, de általában legfeljebb 1000 euró lehet. A kiutazó magyar hallgatók átlagos ösztöndíja 350 euró, a legtöbben 4-5 hónapra veszik igénybe az ösztöndíjat. 
A programban részt vesz az Európai Unió összes tagállama, illetve rajtuk kívül Norvégia, Izland, Liechtenstein, Törökország.